# Ronde van Italië 2012/Vijftiende etappe
De vijftiende etappe van de Ronde van Italië 2012 werd verreden op 20 mei van Busto Arsizio naar Lecco. Het is een bergrit over een afstand van 172 km.

## Verloop
Matteo Rabottini en Guillaume Bonnafond gingen na achttien kilometer aan de haal en bereikten een maximale voorsprong van acht minuten. Met nog een tachtig kilometer voor de boeg moest Bonnafond zijn medevluchter Rabottini laten gaan. Achter hem ontstond er een grote achtervolgingsgroep met daarin onder meer Marco Pinotti, Damiano Cunego, Marzio Bruseghin, Matteo Carrara en Gustav Erik Larsson. Op de slotklim werd door het peloton hard doorgereden, vooral onder impuls van Sylwester Szmyd en de vluchters werden bijgehaald. Enkel Rabottini hield stand tot het einde. In de eindfase demarreerde Michele Scarponi, gevolgd door Joaquim Rodríguez, Sergio Henao en Ivan Basso. In de laatste kilometer viel Rodríguez aan en slaagde er zelfs in Rabottini bij te halen. Rodríguez scheen het pleit te gaan winnen, maar met een laatste krachtsinspanning remonteerde Rabottini hem en ging als eerste over de meet. Rodríguez kreeg wel opnieuw de roze trui.

## Rituitslag
| Cherasco - Cervinia (172 km) |                   |                           |          |
| Plaats                       | Naam              | Ploeg                     | Tijd     |
| Winnaar                      | Matteo Rabottini  | Farnese Vini-Selle Italia | 5u15'30" |
| 2                            | Joaquim Rodríguez | Team Katjoesja            | z.t.     |
| 3                            | Alberto Losada    | Team Katjoesja            | +20"     |
| 4                            | Sergio Henao      | Sky ProCycling            | +25"     |
| 5                            | Michele Scarponi  | Lampre-ISD                | z.t.     |
| 6                            | Ivan Basso        | Liquigas-Cannondale       | z.t.     |
| 7                            | Stefano Pirazzi   | Colnago-CSF Inox          | +29"     |
| 8                            | Roman Kreuziger   | Astana Pro Team           | z.t.     |
| 9                            | John Gadret       | AG2R-La Mondiale          | z.t.     |
| 10                           | Amets Txurruka    | Euskaltel-Euskadi         | z.t.     |
|                              |                   |                           |          |
| 17                           | Thomas De Gendt   | Vacansoleil-DCM           | +1'11"   |
| 31                           | Brian Bulgac      | Lotto-Belisol             | +4'00"   |

## Klassementen
| Algemeen klassement |                    |                         |           |
| Plaats              | Naam               | Ploeg                   | Tijd      |
| Roze trui           | Joaquim Rodríguez  | Team Katjoesja          | 65u11'07" |
| 2                   | Ryder Hesjedal     | Team Garmin-Barracuda   | +30"      |
| 3                   | Ivan Basso         | Liquigas-Cannondale     | +1'22"    |
| 4                   | Paolo Tiralongo    | Astana Pro Team         | +1'26"    |
| 5                   | Roman Kreuziger    | Astana Pro Team         | +1'27"    |
| 6                   | Michele Scarponi   | Lampre-ISD              | +1'36"    |
| 7                   | Beñat Intxausti    | Team Movistar           | +1'42"    |
| 8                   | Sergio Henao       | Sky ProCycling          | +1'55"    |
| 9                   | Dario Cataldo      | Omega Pharma-Quick Step | +2'12"    |
| 10                  | Sandy Casar        | FDJ-BigMat              | +2'13"    |
| 11                  | Rigoberto Urán     | Sky ProCycling          | +2'56"    |
| 12                  | Thomas De Gendt    | Vacansoleil-DCM         | +3'16"    |
| 13                  | Domenico Pozzovivo | Colnago-CSF Inox        | +3'17"    |
| 14                  | Johann Tschopp     | BMC Racing Team         | +3'24"    |
| 15                  | John Gadret        | AG2R-La Mondiale        | z.t.      |
| 16                  | Daniel Moreno      | Team Katjoesja          | +3'33"    |
| 17                  | Damiano Cunego     | Lampre-ISD              | +3'45"    |
| 18                  | Mikel Nieve        | Euskaltel-Euskadi       | +4'20"    |
| 19                  | Gianluca Brambilla | Colnago-CSF Inox        | +4'45"    |
| 20                  | Sergio Pardilla    | Team Movistar           | +5'31"    |
|                     |                    |                         |           |
| 30                  | Tom Slagter        | Rabobank                | +10'48"   |

| Puntenklassement |                   |                       |        |
| Plaats           | Naam              | Ploeg                 | Punten |
| Rode trui        | Mark Cavendish    | Sky ProCycling        | 110    |
| 2                | Joaquim Rodríguez | Team Katjoesja        | 84     |
| 3                | Ryder Hesjedal    | Team Garmin-Barracuda | 54     |
|                  |                   |                       |        |
| 7                | Martijn Keizer    | Vacansoleil-DCM       | 48     |
| 23               | Thomas De Gendt   | Vacansoleil-DCM       | 26     |

| Bergklassement |                  |                           |        |
| Plaats         | Naam             | Ploeg                     | Punten |
| Blauwe trui    | Matteo Rabottini | Farnese Vini–Selle Italia | 41     |
| 2              | Michał Gołaś     | Omega Pharma-Quick Step   | 34     |
| 3              | Andrey Amador    | Team Movistar             | 28     |
|                |                  |                           |        |
| 7              | Jan Bakelants    | RadioShack-Nissan-Trek    | 9      |
| 26             | Martijn Keizer   | Vacansoleil-DCM           | 4      |

| Jongerenklassement |                    |                         |           |
| Plaats             | Naam               | Ploeg                   | Tijd      |
| Witte trui         | Sergio Henao       | Sky ProCycling          | 65u13'02" |
| 2                  | Rigoberto Urán     | Sky ProCycling          | +1'01"    |
| 3                  | Gianluca Brambilla | Colnago-CSF Inox        | +2'50"    |
|                    |                    |                         |           |
| 5                  | Tom Slagter        | Rabobank                | +8'53"    |
| 14                 | Julien Vermote     | Omega Pharma-Quick Step | +1u10'01" |

| Ploegenklassement |                 |            |
| Plaats            | Ploeg           | Tijd       |
|                   | Team Movistar   | 194u28'07" |
| 2                 | Astana Pro Team | +10"       |
| 3                 | Lampre-ISD      | +52"       |

1e etappe ·
2e etappe ·
3e etappe ·
4e etappe ·
5e etappe ·
6e etappe ·
7e etappe ·
8e etappe ·
9e etappe ·
10e etappe ·
11e etappe ·
12e etappe ·
13e etappe ·
14e etappe ·
15e etappe ·
16e etappe ·
17e etappe ·
18e etappe ·
19e etappe ·
20e etappe ·
21e etappe
Startlijst · Eindstanden · Afbeeldingen